# زو یی
زو یی(چینی:祖乙) زاده شده با نام زی تینگ(چینی:子滕) شاهی بود از شاهان دودمان شانگ در چین؛ چنان که سیما کیان نویسنده و تاریخنگار هان در کتاب شیجی نگاشته است، او سیزدهمین شاهان شانگ بود که پس از مرگ پدرش هه دان جیا(چینی:河亶甲) در سال جیسی(چینی:己巳) در تختگاه شیانگ(چینی: 相) به شاهی نست. در سال نخست فرمانروایی اش، پایتخت را به گینگ(چینی:耿) تغییر داد و در آن جا جشنی گرفت و زویی را نوشت. سال دیگر، پایتختش را دوباره به بی(چینی:庇) و کاخش در آنجا شش سال بعد، آماده شد. جیا گو ون ها(کتیبه‌های نوشته شده بر لاک لاک پشتها و استخوانها)، او را دوازدهمین شاه شانگ دانسته که پس از جیان جیا(چینی: 戔錢) با نام پس از مرگ شیا یی فرمانروایی کرد.(چینی:下乙)